# Víctor Amador De Martino
Víctor Amador De Martino (Ciudad de Buenos Aires, Argentina, 24 de febrero de 1943-Quilmes, 7 de diciembre de 2024) fue un político argentino, de la Unión Cívica Radical; subjefe de la SIDE, diputado y convencional de la UCR.

## Biografía
De Martino realizó sus estudios primarios en Barracas y terminó sus estudios secundarios en la Especialidad de Letras en el Colegio Revolución y Cambio de la Ciudad de Buenos Aires. Desde los 15 años adhiere a la Unión Cívica Radical. Se recibió en la facultad de Derecho de Buenos Aires como Licenciado en Servicio Social, tiempo después obtuvo un Máster en Prevención de Adicciones en la Universidad de Salvador conjunto con la Universidad de Delft. Sus primeros pasos en la militancia los realizó en Barracas en el Movimiento Popular liderado por Francisco Rabanal, en ese entonces Intendente de Buenos Aires. En 1959 fue cofundador del movimiento juvenil Agitación y Lucha, el cual tuvo una importante resonancia debido a la coyuntura historia del momento, dicho movimiento trabajó y militó incansablemente contra la dictadura de Onganía. Este movimiento fue importante desde el punto de vista juvenil ya que fue el paso anterior a lo que luego se conocería como Junta Coordinadora Nacional.

## Trayectoria política
En 1973 Víctor De Martino se trasladó a Quilmes donde viviría con la que sería su esposa Marta Luz y con quien tuvo tres hijos: Santiago, Esteban y Mariano; quien militó a su lado.
En 1974, con 31 años militando ya en la circunscripción de Quilmes, integra su primera lista interna como vocal.
Fue interventor de la UOCRA durante la dictadura, compartió trabajo con Gerardo Martínez, personal civil de inteligencia del ejército, investigado por esas vinculaciones, hoy actual secretario general de la UOCRA.
En 1982 con el Movimiento de Renovación y Cambio manifiesta su seguimiento a Raúl Alfonsín.
Cargos ejercidos durante el gobierno de Raúl Alfonsín: De 1983 a 1984 fue subsecretario de trabajo. De 1984 a 1985 gerente de prestaciones sociales en PAMI. De 1985 a 1989 subsecretario de estado de la presidencia.
Llegó a la presidencia del partido en Quilmes.
El 2 de diciembre de 1989 obtiene una banca como diputado nacional por Buenos Aires lugar que ocupará hasta el 11 de diciembre de 1993. En el periodo 1991–1993 es vicepresidente del bloque de diputados siendo Fernando De La Rúa el presidente del mismo.
En 1999 se consagra Cónsul en Uruguay hasta el 2001.
Luego de la crisis nacional que deja a la U.C.R al margen de la escena política De Martino conforma la resistencia en Quilmes de la década subsiguiente y en el 2009 con el resurgimiento del partido alcanza el puesto de Convencional Nacional cuyo plazo terminó en 2012.